# Hauptreihenstern der Spektralklasse K
Ein Hauptreihenstern der Spektralklasse K ist ein Stern der Spektralklasse K und der Leuchtkraftklasse V. Selten werden diese Sterne auch als Orange Zwerge bezeichnet. Ein Beispiel für einen K-Hauptreihenstern stellt Epsilon Eridani dar. Die K-Hauptreihensterne befinden sich dabei zirka in der Mitte des Hertzsprung-Russell-Diagramms, zwischen den gelben Zwergen und den roten Zwergen.

## Eigenschaften
K-Hauptreihensterne weisen Massen von etwa 0,6 bis 0,9 Sonnenmassen und Oberflächentemperaturen von etwa 3.900 K bis 5.300 K auf. Die masseärmeren K-Hauptreihensterne werden je nach Literatur auch den roten Zwergen zugerechnet. Diese Art von Sternen ist potentiell interessant bei der Suche nach außerirdischem Leben, da sie eine deutlich geringere Tendenz zu Ausbrüchen zeigen als Rote Zwerge. Des Weiteren ist die UV-Strahlung geringer als bei G-Hauptreihensternen wie der Sonne. Zuletzt ist aufgrund der geringeren Masse die Lebensdauer dieser Sterne deutlich höher als die von G-Hauptreihensternen. Ein Nachteil im Vergleich zu sonnenähnlichen Sternen ist hingegen die deutlich geringere Leuchtkraft, wodurch die habitable Zone deutlich eingeschränkt wird und auch näher an den Zentralstern heranrückt. Dadurch wären Planeten bei allfälligen Ausbrüchen potentiell näher am Geschehen. Weiters besteht bei Planeten in einem solchen System eine größere Gefahr einer gebundenen Rotation mit gegebenenfalls negativen Auswirkungen auf die Bewohnbarkeit.

### Spektrale Standardsterne
Der revidierte Yerkes Atlas (Johnson & Morgan 1953) listet 12 K-Hauptreihensterne als Standard, wobei im Laufe der Zeit einige auf der Liste entfernt wurden.
Die Anker des MK-Systems bilden folgende Sterne:
- Epsilon Eridani (K2V)
- 61 Cygni A (K5V)

Andere fügen dieser Liste 70 Ophiuchi A (K0V), 107 Piscium (K1V), HR 8832(K3V), Fomalhaut B (K4V), HD120467 (K6V) sowie 61 Cygni B (K7V) hinzu. Die Spektralklassen K8V und K9V sind umstritten und werden ggf. bereits zur Klasse M0V der Roten Zwerge gerechnet.

### Entwicklung
Ein K-Hauptreihenstern verweilt während seiner Existenz ca. 15–100 Mrd. Jahre in der Hauptreihe. Es wird angenommen, dass sich alle K-Hauptreihensterne im weiteren Verlauf ihrer Existenz zu einem Roten Riesen entwickeln, wobei es nicht zu einer Supernova kommt. Schließlich kollabiert der Rote Riese zu einem Weißen Zwerg. Ganz leichte K-Hauptreihensterne erreichen möglicherweise nicht die Phase der Roten Riesen und gehen direkt aus der Hauptreihe in das Stadium des Weißen Zwergs über.

## Planeten um Hauptreihensterne der Spektralklasse K

Vergleich der Planetenbahnen um Copernicus (55 Cancri A) mit denen im Sonnensystem

Mit gegenwärtigen Methoden zur Detektion von Exoplaneten ist es am einfachsten, solche in verhältnismäßig engen Bahnen um Rote Zwerge nachzuweisen. Dennoch konnten auch schon einige um Sterne der Spektralklasse K entdeckt werden. Bereits 1996 wurde in einem Doppelsternsystem ein erster Planet Galileo (55 Cancri b) um Copernicus (55 Cancri A) entdeckt. Mittlerweile kennt man in diesem System 5 Exoplaneten, wobei sich Harriot (55 Cancri f) innerhalb der habitablen Zone befindet. Obwohl Harriot wohl ein Gasplanet und zu massereich für lebensfreundliche Bedingungen ist, so könnte er möglicherweise lebensfreundliche Exomonde haben. Ein weiteres Beispiel wäre der Stern GJ 9827, welcher von 3 Exoplaneten mit der 2- bis 5-fachen Erdmasse umkreist wird, wobei es sich um extrem enge Bahnen handelt. Selbst der äußerste der 3 Planeten umkreist den Zentralstern in lediglich 6 Tagen. Weitere Beispiele wären K2-138 und HD 110067 mit jeweils 6 Exoplaneten sowie HD 215152 mit 4 Exoplaneten.
Der zur Sonne am zweitnächsten gelegene Hauptreihenstern der Spektralklasse K ist Epsilon Eridani in etwas über 10 Lichtjahren Entfernung. Seit dem Jahr 2000 ist dort ein etwa jupitergroßer Begleiter bekannt mit Namen Epsilon Eridani b (Ægir) bekannt. Er umkreist seinen Zentralstern in einer Entfernung von etwa 3,5 AE.

## Beispiele
| Name                       | Spektralklasse | Masse in M☉ | Radius in R☉ | Leuchtkraft in L☉ |
| -------------------------- | -------------- | ----------- | ------------ | ----------------- |
| Epsilon Eridani            | K2 V           | 0,85        | 0,70         | 0,34              |
| Alpha Centauri B           | K1 V           | 0,93        | 0,86         | 0,50              |
| Epsilon Indi               | K5 V           | 0,78        | 0,71         | 0,24              |
| Copernicus A (55 Cancri A) | K0 IV-V        | 0,98        | 0,96         | 0,64              |